# Copris poggii
Copris poggii là một loài bọ cánh cứng trong họ Bọ hung (Scarabaeidae).